# Коломайнен, Роберт Петрович
Ро́берт Петро́вич Колома́йнен (род. 1944) — советский, российский журналист, публицист, переводчик, Заслуженный работник культуры Республики Карелия (1999). Заслуженный работник культуры Российской Федерации (2009).

## Биография
Родился в семье рабочего, ингерманландец.
После окончания средней школы в Петрозаводске работал слесарем на Петрозаводском заводе «Авангард».
В 1967—1972 годах учился на историко-филологическом факультете Петрозаводского государственного университета.
В 1972—1988 годах работал переводчиком в финской редакции Петрозаводского отделения издательства «Прогресс».
В 1988—1991 годах работал в отделе культуры финноязычной газеты «Neuvosto-Karjala». В 1991 году принят в Союз писателей России.
В 1992—2014 годах — главный редактор литературного журнала «Carelia».
Известен как переводчик на финский язык более 30 книг, в том числе «История философии», сборник «Маркс и Энгельс о литературе и искусстве», «Эйнштейн. Жизнь. Смерть. Бессмертие» (Б. Г. Кузнецов), «Белый шаман» (Н. Шундик), «У войны не женское лицо» и «Цинковые мальчики» (С. Алексиевич), «Чернобыльская тетрадь» (Г. Медведев), «Свидетель» (О. Тихонов), «Заговор генералов» (И. Сергеев), мемуары маршалов А. Василевского и К. Рокоссовского, «Мадам Коллонтай — сирена революции» (Л. Ицелев) и других.